# 156ª Divisione fanteria "Vicenza"
La 156ª Divisione di fanteria "Vicenza" fu un'unità militare impiegata dal Regio Esercito sul fronte orientale della seconda guerra mondiale.

## Storia
Le origini della grande unità risalgono alla Brigata "Vicenza", costituita nel luglio 1917 su 277º, 278º e 279º Reggimento fanteria e sciolta nel febbraio del 1919.
Come divisione fu costituita a Brescia il 10 marzo 1942 come forza di presidio delle zone occupate. I suoi effettivi consistevano in: 277º e 278º Reggimento di fanteria, CLVI Battaglione motomitraglieri, 2 ospedali da campo, CLVI Battaglione controcarro da 47/32, CLVI Battaglione genio (su 155ª Cp. artieri e 255ª Cp. marconisti/telegrafisti, 4 sezioni motorizzate di Reali Carabinieri (125ª, 135ª, 136ª e 137ª) e 1121ª Autosezione pesante.
Assegnata all'ARMIR, fu inviata in Russia nel luglio dello stesso anno a fronteggiare una massiccia offensiva dell'Armata Rossa. Al momento dell'impiego in Russia non disponeva del consueto reggimento d'artiglieria per divisione di fanteria in quanto si trattava di "divisione da occupazione". Il 156º Reggimento artiglieria "Vicenza" esisteva, ma per gli organici non era tale: comprendeva infatti le due consuete compagnie mitragliere Breda 20/65 Mod. 1935, ma era composto da un battaglione mortai da 81 su due compagnie; altre artiglierie eventuali erano cedute temporaneamente da altre divisioni o dal comando del corpo d'armata; con "cedute temporaneamente" si intendono anche le artiglierie che erano distaccate in rinforzo nel settore della divisione, che a volte non diventavano di responsabilità della divisione ma alle dipendenze dirette dei comandi di raggruppamenti d'artiglieria. La divisione da occupazione era una particolare tipo di grande unità con ordinamento simile a quello esposto sopra, creata a partire dal 1942 con lo scopo di mantenere l'ordine e in funzioni antipartigiane nelle zone occupate, prevalentemente nei Balcani, dove le bande armate comuniste erano molto attive. Comunque, l'assegnazione del reggimento d'artiglieria dipendeva dalle circostanze; molte volte le divisioni da occupazione venivano create con assegnazione diretta di artiglierie, altre venivano convertite (pur mantenendo l'originale denominazione), con l'assegnazione successiva reggimento d'artiglieria su tre gruppi di 12 pezzi.
All'arrivo in zona di guerra, venne assegnata alla protezione delle retrovie dell'8ª Armata, seguendone fino a novembre l'avanzata verso il Don. Il 16 novembre si sposta da Rossoš' a Pavlovsk, nel settore del C.d'A. Alpino, tra la 4ª Divisione alpina "Cuneense" e la 2ª Divisione alpina "Tridentina". Durante seconda battaglia difensiva del Don viene travolta dalla offensiva Ostrogožsk-Rossoš' ed il 18 gennaio 1943 inizia a ripiegare, prima in linea di fronte, poi su diverse colonne; queste, per evitare l'accerchiamento, devono aprirsi la strada combattendo, prima a Nikitowka (25 gennaio) e poi a Nikolaevka (26 gennaio). Intrappolata a Valujki (a sud di Nikolaevka) insieme alla "Cuneense" ed alla "Julia", fu costretta alla resa dai reparti del 7º Corpo di cavalleria sovietico. Quando a Homel' vennero riorganizzati i superstiti per il rimpatrio, mancarono all'appello 7.760 uomini dei 10.466 partiti. La divisione fu ufficialmente sciolta il 15 maggio 1943 in seguito alle perdite subite.

## Ordine di battaglia: gennaio 1942
- Comando Divisione
  - 136ª Sezione CC.RR.
  - 137ª Sezione CC.RR.
- 277º Reggimento fanteria "Vicenza"
  - Comando Reggimento
  - I Battaglione fanteria
    - tre compagnie fanteria
    - una compagnia armi pesanti (mitragliatrici e mortai Brixia Mod. 35)

  - II Battaglione fanteria
    - tre compagnie fanteria
    - una compagnia armi pesanti (mitragliatrici e mortai Brixia Mod. 35)

  - III Battaglione fanteria
    - tre compagnie fanteria
    - una compagnia armi pesanti (mitragliatrici e mortai Brixia Mod. 35)
- 278º Reggimento fanteria "Vicenza"
  - I Battaglione fanteria
    - tre compagnie fanteria
    - una compagnia armi pesanti (mitragliatrici e mortai Brixia Mod. 35)

  - II Battaglione fanteria
    - tre compagnie fanteria
    - una compagnia armi pesanti (mitragliatrici e mortai Brixia Mod. 35)

  - III Battaglione fanteria
    - tre compagnie fanteria
    - una compagnia armi pesanti (mitragliatrici e mortai Brixia Mod. 35)
- 156º Reggimento artiglieria "Vicenza"
  - una compagnia mortai da 81
- Plotone autoblinde/Nizza Cavalleria (2 mezzi)[1]
- 154ª Compagnia mitraglieri pesanti
- 156ª Compagnia cannoni controcarro da 47/32 Mod. 1935
- CLVI Battaglione genio
  - 155ª Compagnia artieri
  - 255ª Compagnia marconisti/telegrafisti
- 1121ª Autosezione pesante
- XXVI Battaglione CC.RR.[2]
  - due compagnie CC.RR.

## Ordine di battaglia: ottobre-novembre 1942
- 277º Reggimento fanteria "Vicenza"
  - Comando Reggimento
  - I Battaglione fanteria
  - II Battaglione fanteria
  - III Battaglione fanteria
  - una compagnia mortai da 81
  - una compagnia controcarro da 47/32
- 278º Reggimento fanteria "Vicenza"
  - Comando Reggimento
  - I Battaglione fanteria
  - II Battaglione fanteria
  - III Battaglione fanteria
  - una compagnia mortai da 81
  - una compagnia controcarro da 47/32
- 156º Reggimento artiglieria "Vicenza"
- CLVI Battaglione mitraglieri
- 256ª Compagnia cannoni controcarro da 47/32 (8 pezzi)
- CLV Battaglione genio
  - 156ª Compagnia artieri
  - 256ª Compagnia marconisti/telegrafisti
- 156ª Sezione sanità
  - 161º Ospedale da campo
  - 162º Ospedale da campo
- 155ª Sezione sussistenza
- 256ª Sezione panettieri
- 136ª Sezione CC.RR.
- 137ª Sezione CC.RR.
- 156º Ufficio posta militare

## Ordine di battaglia: 1943
- 277º Reggimento fanteria "Vicenza"
- 278º Reggimento fanteria "Vicenza"
- 156º Reggimento artiglieria "Vicenza"
  - una compagnia mortai da 81
- CLVI Battaglione mitraglieri
- CLVI Battaglionecannoni controcarro da 47/32 (8 pezzi)
- CLV Battaglione genio
  - 155ª Compagnia artieri
  - 255ª Compagnia marconisti/telegrafisti
- 156ª Sezione sanità
- 155ª Sezione sussistenza
- 255ª Sezione panettieri
- 125ª Sezione motorizzata CC.RR.
- 135ª Sezione motorizzata CC.RR.
- 136ª Sezione motorizzata CC.RR.
- 137ª Sezione motorizzata CC.RR.

## Comandanti (1939-1943)
- Generale di divisione Enrico Broglia
- Generale di brigata Etelvoldo Pascolini
- Generale di brigata Vincenzo Robertiello
- Colonnello Giulio Cesare Salvi (interim)